# Rua da Carioca
A Rua da Carioca é um logradouro situado no Centro do Rio de Janeiro, Brasil. Começa no encontro das ruas da Assembleia e Uruguaiana e segue até a Praça Tiradentes.

## História

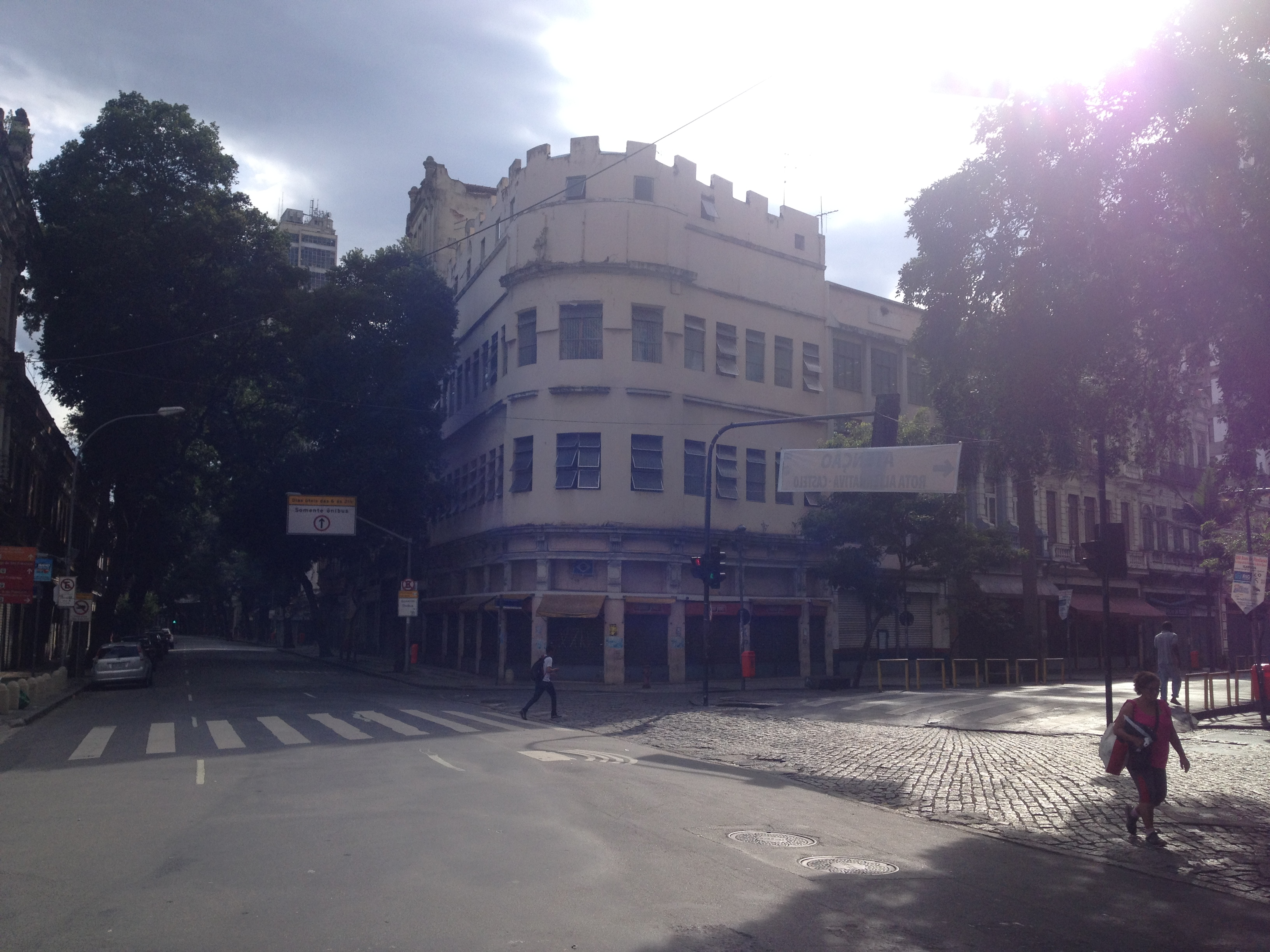
Início da rua da Carioca no encontro das ruas da Assembleia e Uruguaiana (à direita).

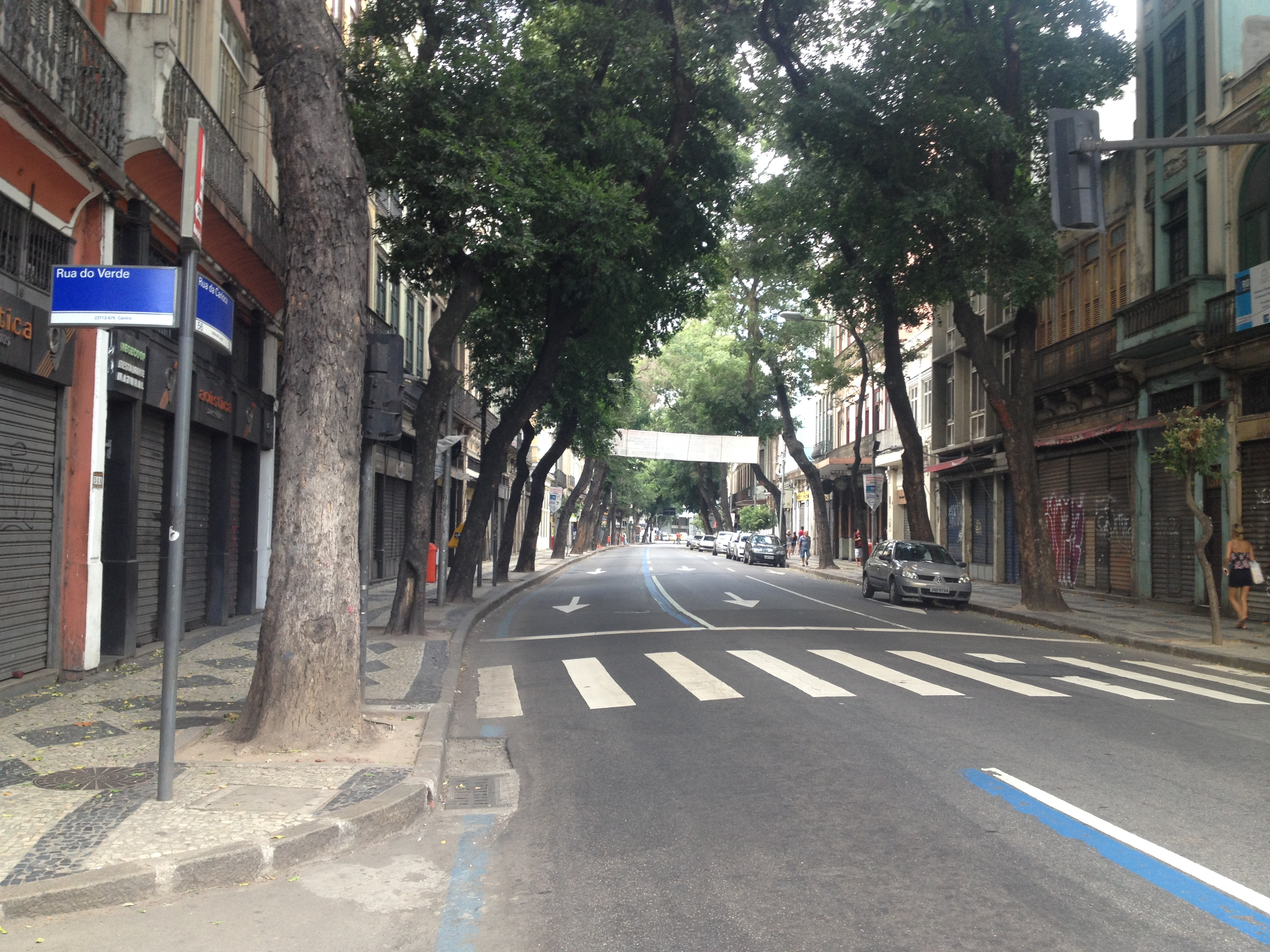
Final da rua da Carioca. À esquerda, a rua do Verde.

Aberta entre 1697 e 1698, inicialmente chamada de Rua do Egito — existe a possibilidade de ter havido, em algum ponto do caminho, um oratório com a imagem da fuga de Maria, José e o Menino para o Egito para escapar ao infanticídio decretado por Herodes e, a mais plausível, porém sem comprovação histórica, por conduzir ao campo dos Ciganos, antigo nome da Praça Tiradentes — ladeava o morro de Santo Antônio, propriedade de frades Franciscanos, razão pela qual foi primeiramente ocupado seu lado direito (lado par da numeração), devido a cerca que se erguia na divisa da propriedade, pelo lado esquerdo (lado ímpar).
Passou a ser chamada, em 1741, de Rua do Piolho, devido ao apelido de piolho de um morador local — apelido que se dava a solicitador da época, gente que vivia vasculhando arquivos e cartórios em busca de questões de que pudesse tirar proveito.
Manteve esta denominação até 1848, quando a Câmara Municipal deu-lhe o nome de Rua da Carioca, ratificando como já era conhecida popularmente, devido a ser caminho do povo que iam buscar água no chafariz da Carioca, no Largo da Carioca, que era localizado no seu início.
Nas obras realizadas pelo prefeito Pereira Passos, a rua também foi retificada, arborizada e alargada para os atuais 17 metros e servia de ligação entre a então Avenida Central (atual Avenida Rio Branco) e o norte da cidade. Essa importância foi substituída com a abertura da Avenida Presidente Vargas.
Os últimos sobreviventes do anos áureos da rua é o Cine-Theatro Íris, no número 51, e o Bar Luiz, no 39. Na rua funcionou a última redação de O Pasquim — semanário alternativo brasileiro (1969–1991). Já no segundo andar do número 53, funcionou o lendário restaurante Zicartola, cujos donos eram Cartola e Dona Zica, chefe da cozinha. Havia um espaço para apresentações onde a "nata" do samba carioca da época se apresentava. Foi, inclusive, o local da primeira apresentação de Paulinho da Viola. Na rua também funcionou o Cine Ideal, nos números 60 e 62, que encerrou sua atividades em 15 de fevereiro de 2014.
O conjunto da Rua da Carioca foi tombado pelo Instituto Estadual do Patrimônio Cultural (INEPAC) por sua importância arquitetônica, histórica e cultural, definitivamente, em 26 de agosto de 1985 — o tombamento provisório aconteceu em 4 de julho de 1983. O Cine-Theatro Íris possui um tombamento próprio.
Em 2012, a Venerável Ordem Terceira de São Francisco da Penitência detentora da maioria dos sobrados do lado ímpar da rua, vendeu 19 deles — do número 11 ao 47, além do 53 — ao Banco Opportunity. No ano seguinte, a Prefeitura transformou a rua em sítio cultural, protegendo seu conjunto arquitetônico e tombando nove imóveis, de forma definitiva. O objetivo do Banco era a construção de um shopping, mantendo as fachadas tombadas.

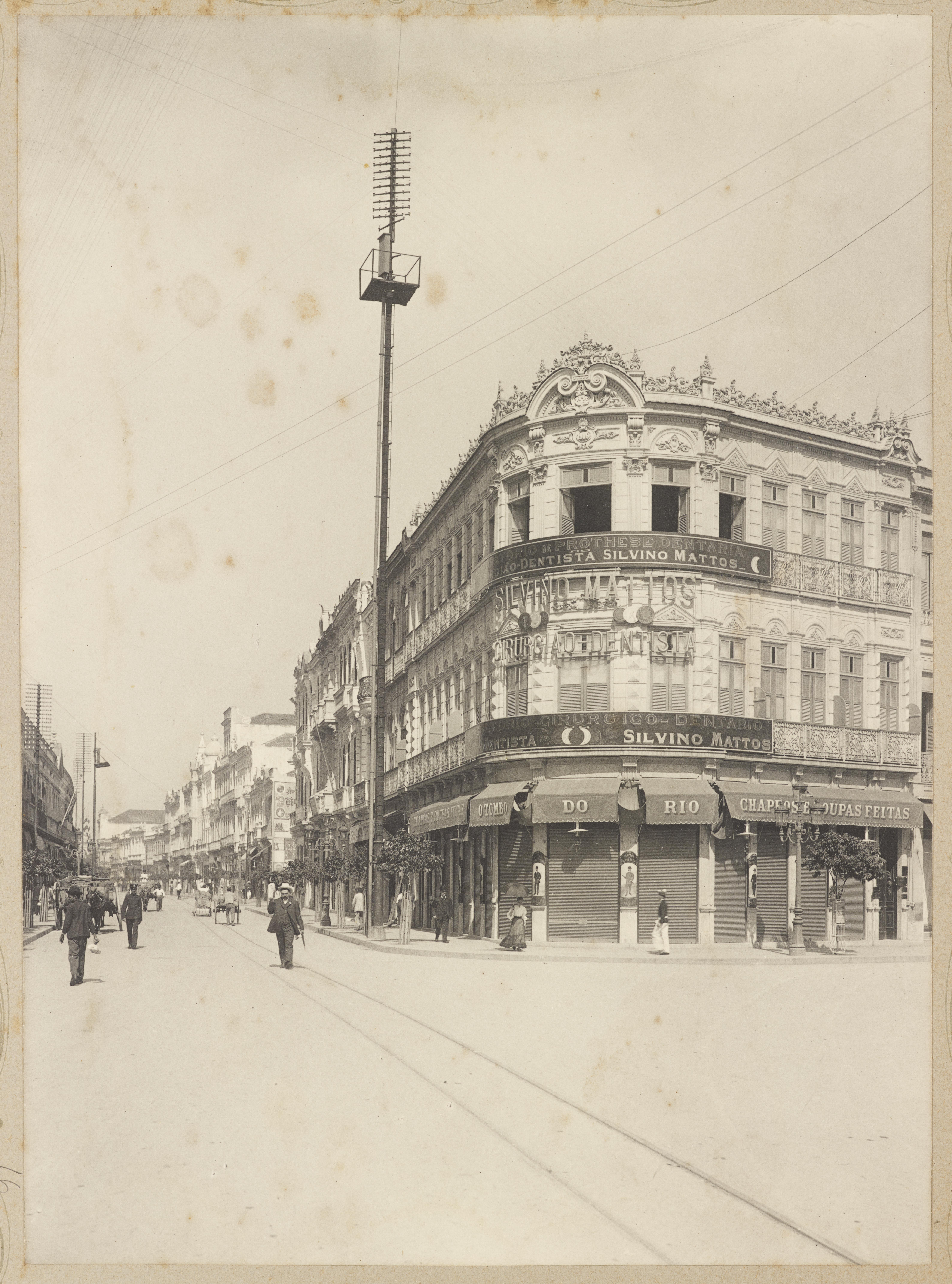
Rua do Piolho (cerca de 1898 a 1908)
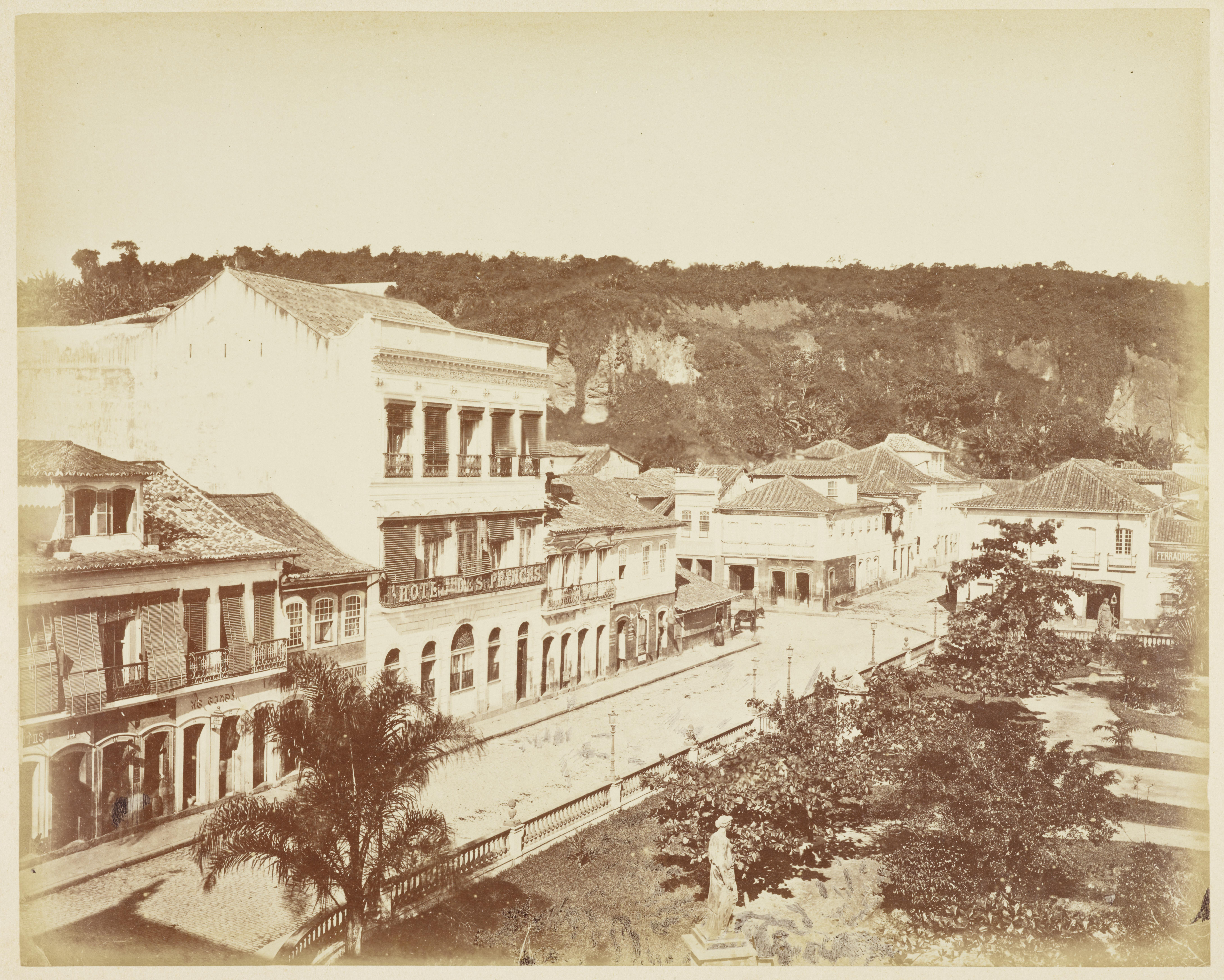
Rua do Piolho e a Praça da Constituição, atual Praça Tiradentes (cerca de 1865 a 1875)
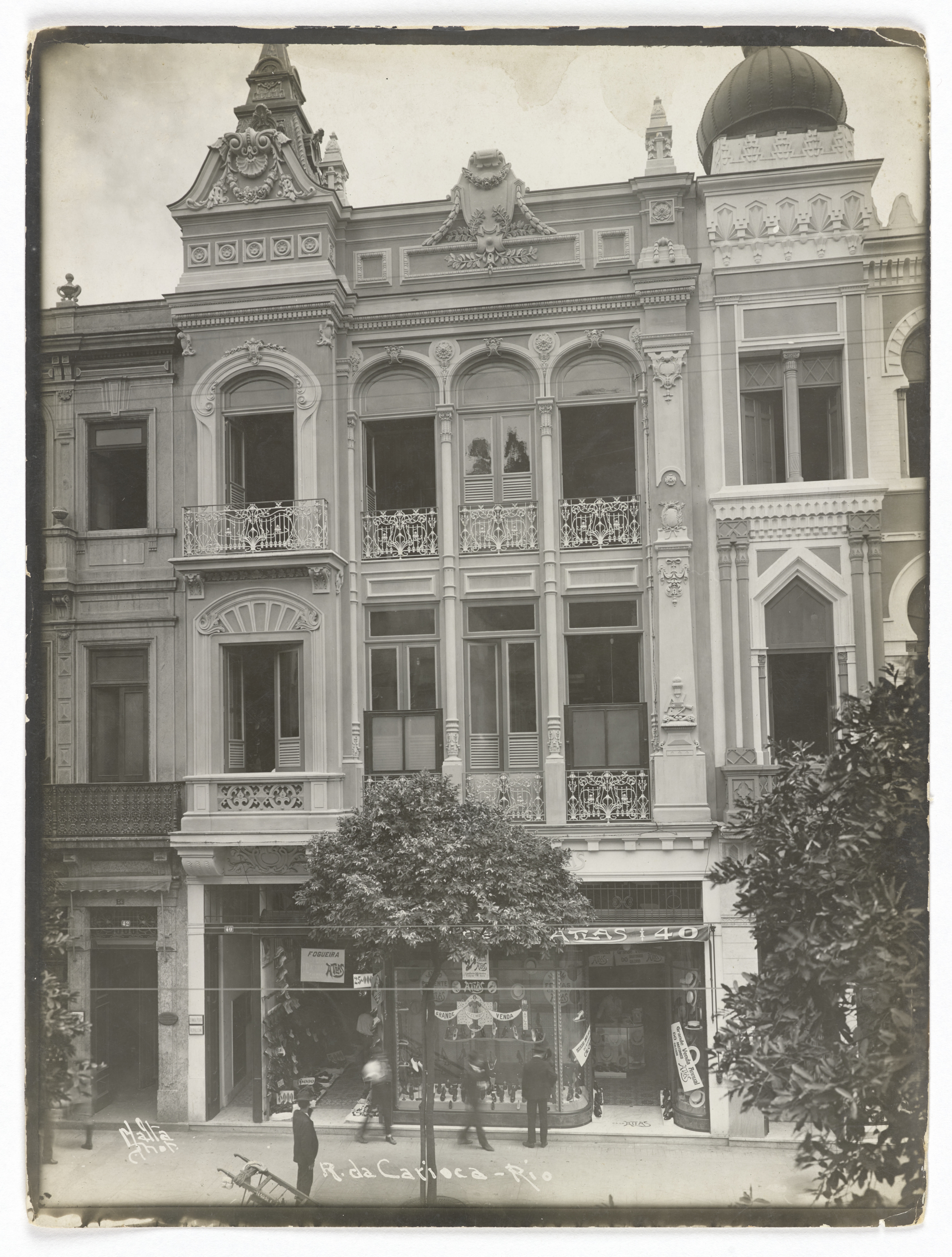
Loja de calçados Casa Atlas, extinta, já Rua da Carioca (cerca de 1910 a 1920)
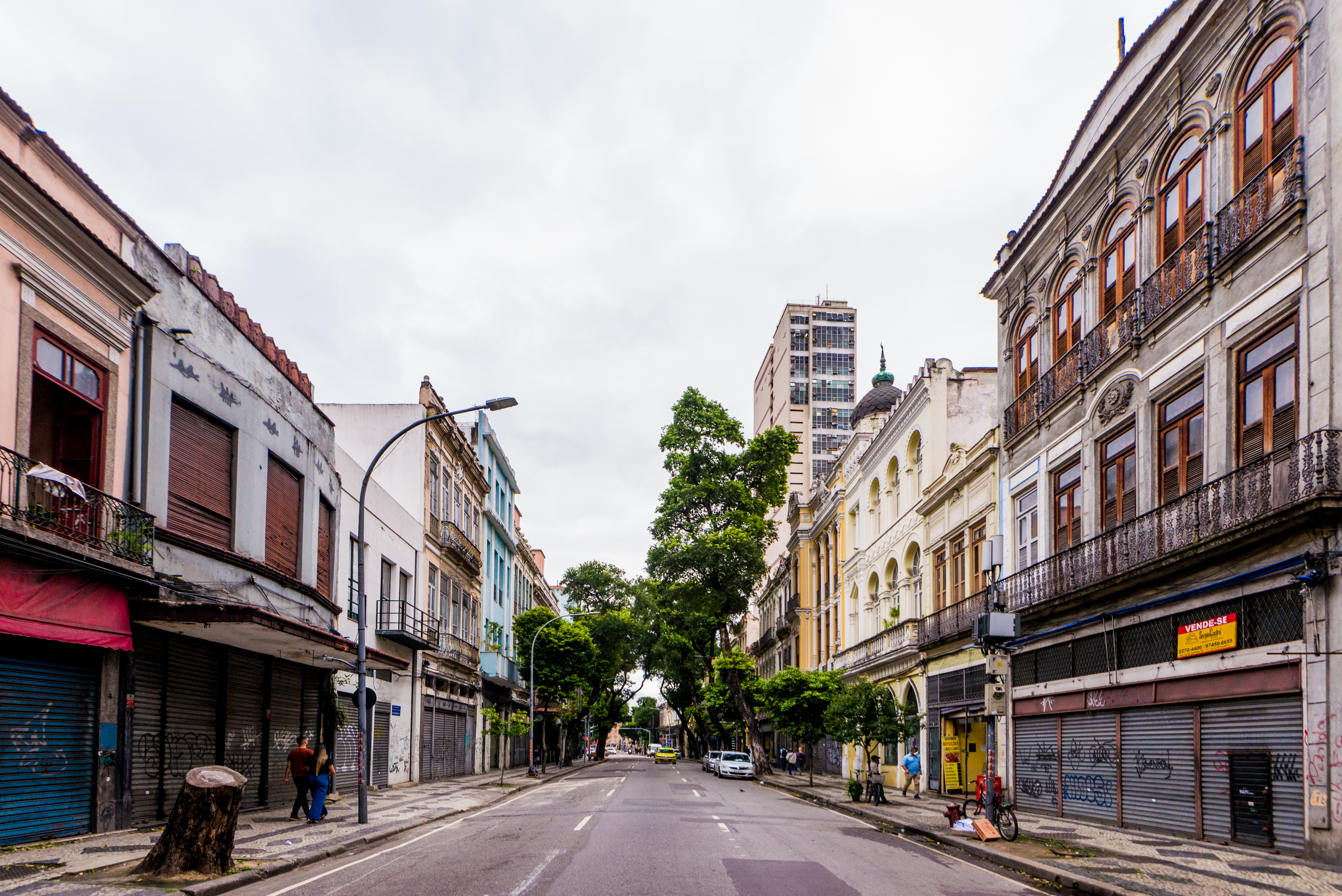
Rua da Carioca (2022). Ao fundo, a Praça Tiradentes.
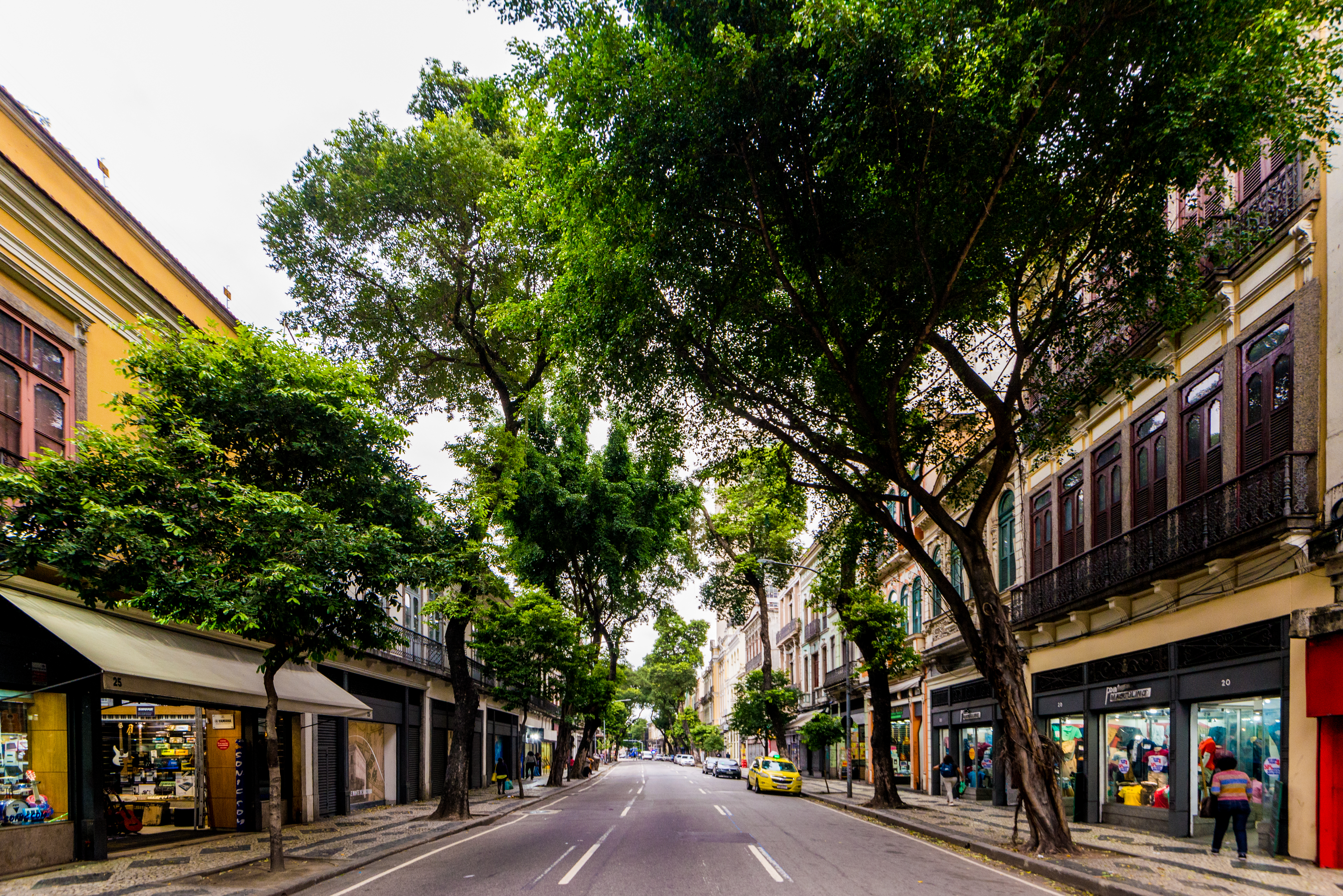
Rua da Carioca (2022). Ao fundo, a Praça Tiradentes.